# Caveau funéraire
Pour les articles homonymes, voir Caveau.

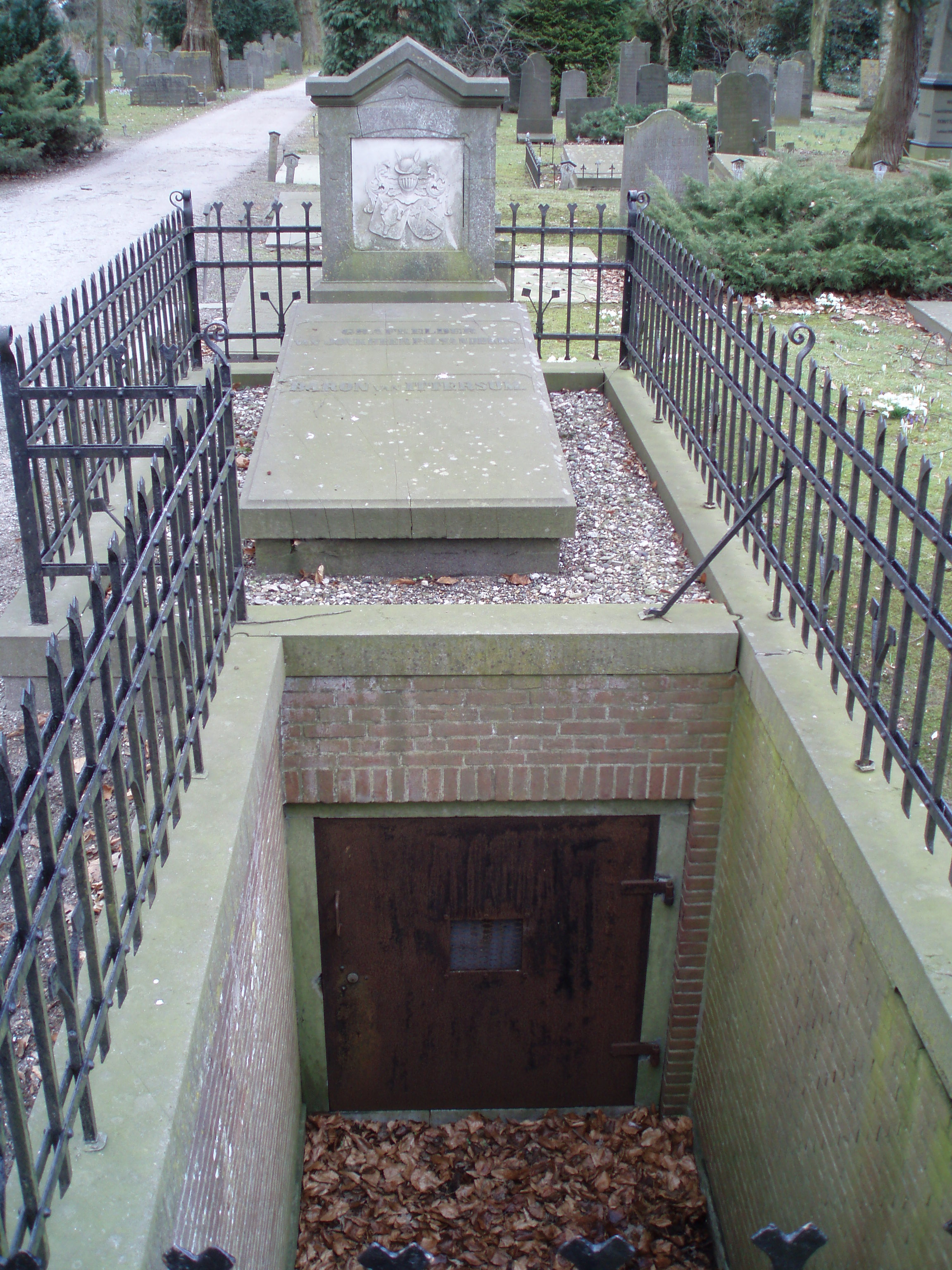
Entrée d'un caveau funéraire enterré.

En architecture, un caveau funéraire est une pièce maçonnée construite en sous-sol des églises, des chapelles, des cimetières et destinée à recevoir, à même le sol, exposés sur des tréteaux ou dans des cavités aménagées dans les parois, des cercueils ou sarcophages, voire des urnes funéraires (le petit caveau est appelé dans ce cas « cavurne »).
Ce type de sépulture s'oppose à l'inhumation en pleine terre pour laquelle le cercueil est en contact direct avec la terre, le « caveautin » (appelé aussi « fausse-case de fond », il s'agit d'un petit caveau sans fond) représentant un compromis entre ces deux types de sépultures.

## Anciennement

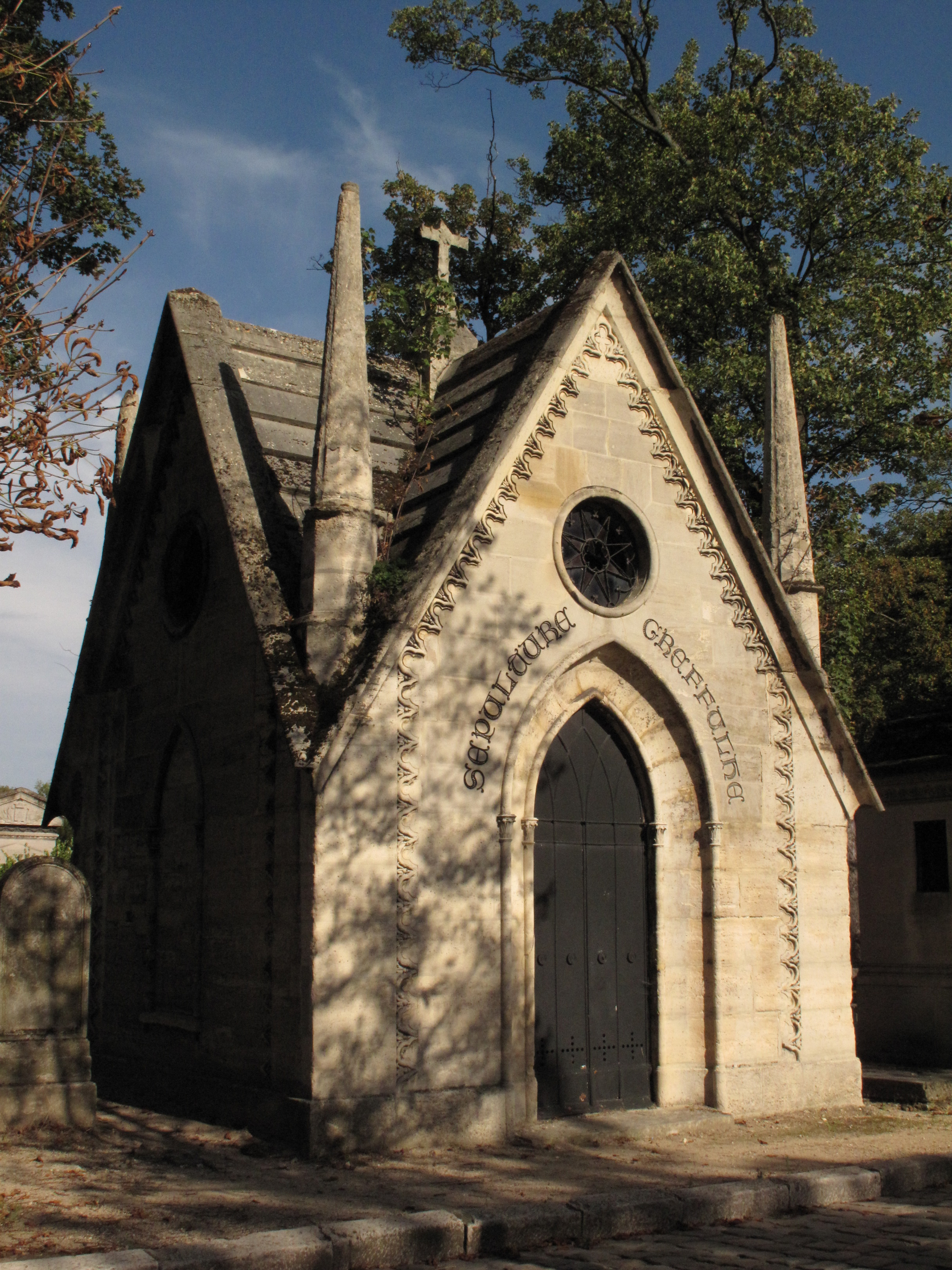
En 1815, la famille Greffulhe édifie au Père-Lachaise la première chapelle funéraire du cimetière.

Réservé aux sépultures des grands personnages durant l'Antiquité, ce monument funéraire est utilisé en Occident durant le Moyen Âge lorsque les sépultures individuelles disparaissent. En Europe occidentale, au XVIIIe siècle, les cimetières, alors installés au chevet des églises, sont progressivement désaffectés et déplacés aux portes des villes ou des villages. 
Tout au long du XVIIIe siècle, on voit se multiplier, essentiellement pour des raisons sanitaires, les interdictions d'enterrer à l'intérieur des églises, dans les chapelles latérales funéraires construites par des familles aristocratiques. Cela conduit au développement des sépultures familiales (caveau familial, mausolée) et à une innovation qui se perpétue au XIXe siècle : la tombe-chapelle, mini-église familiale dans le cimetière aux dimensions normales d'une concession perpétuelle ou construites sur plusieurs concessions. Ces chapelles funéraires (appelées aussi « chapelles sépulcrales ») sont utilisées par des familles bourgeoises aisées ou des personnalités particulières. De style néo-classique puis néo-gothique, néo-Renaissance, éclectique, elles abritent généralement une cella avec autel et prie-Dieu. 
À partir du XIXe siècle, suivant ce mouvement, des entreprises de pompes funèbres proposent dans leurs catalogues des caveaux funéraires standardisés qui ne sont plus seulement réservés aux aristocrate. Toutefois, les plus fortunés se démarquent en faisant bâtir des caveaux au décor riche et original, qui constituent d'importantes contributions à l'art funéraire.

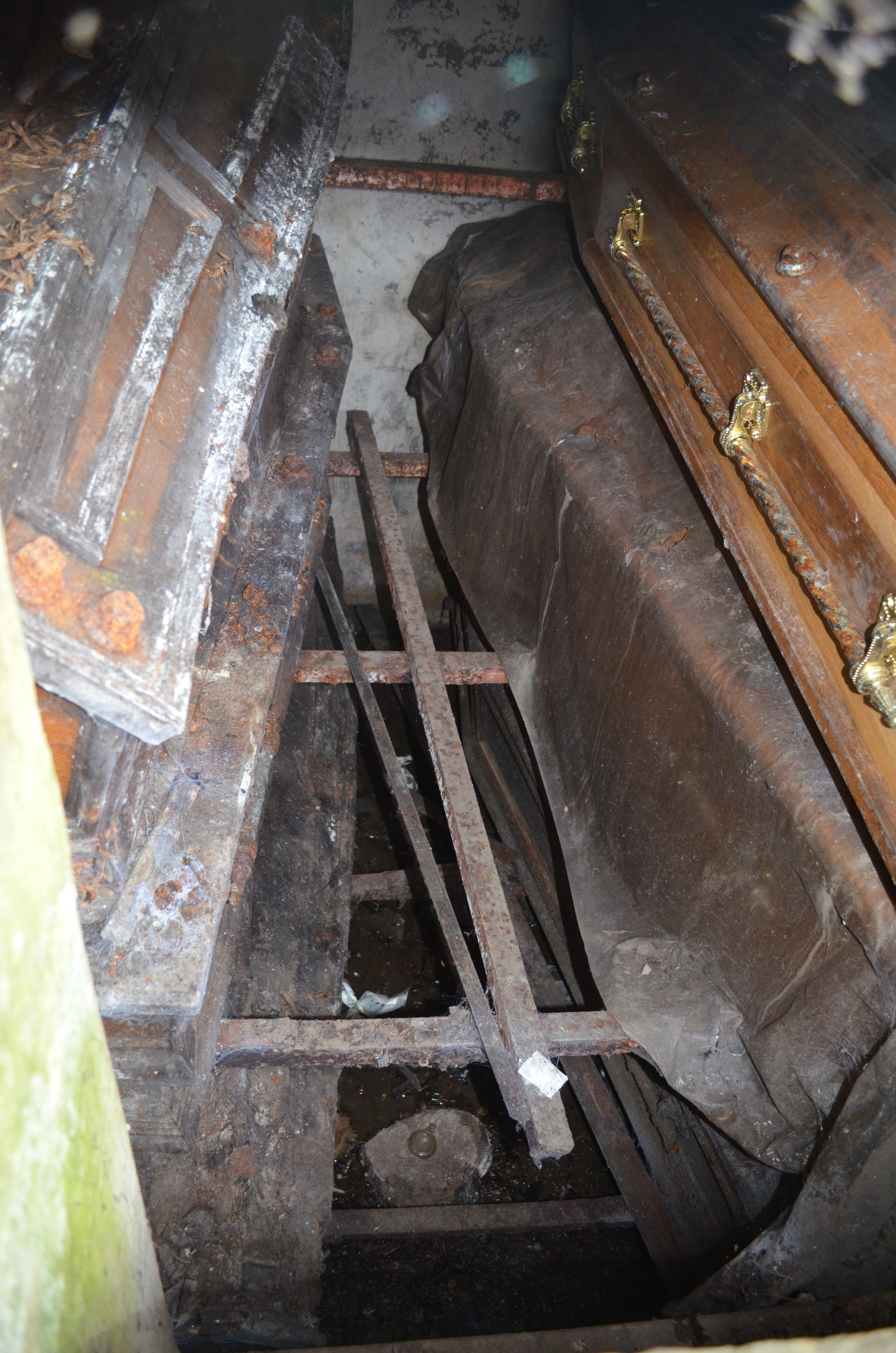
Caveau funéraire avec six cercueils sur tréteaux (cimetière en Wallonie).

## Actuellement
Aujourd'hui, on appelle « caveau » une simple fosse maçonnée dans le sol d'un cimetière, fermée en surface par une plaque de pierre recouverte d’une pierre tombale, d’une stèle, d’un prie-Dieu ou d’un soubassement, et destinée aux cercueils des membres d'une famille. En France, selon la taille et le règlement particulier du cimetière, le caveau funéraire peut recevoir de un à dix cercueils. On les dépose les uns au-dessus des autres dans des cases, en les séparant par des plaques de béton, la dernière case supérieure formant un vide sanitaire. Il en existe plusieurs types selon le matériau de construction employé (béton coulé, éléments préfabriqués à partir de ciment armé vibré, couronnes empilées à partir de béton armé vibré, monobloc étanche à partir d’un seul bloc en béton vibré) et les configurations : caveau hors sol (enfeu), semi-enterré ou enterré — les caveaux enterrés pouvant être à cases simples ou doubles, à tiroirs simples ou doubles, avec ou sans mur de refend.

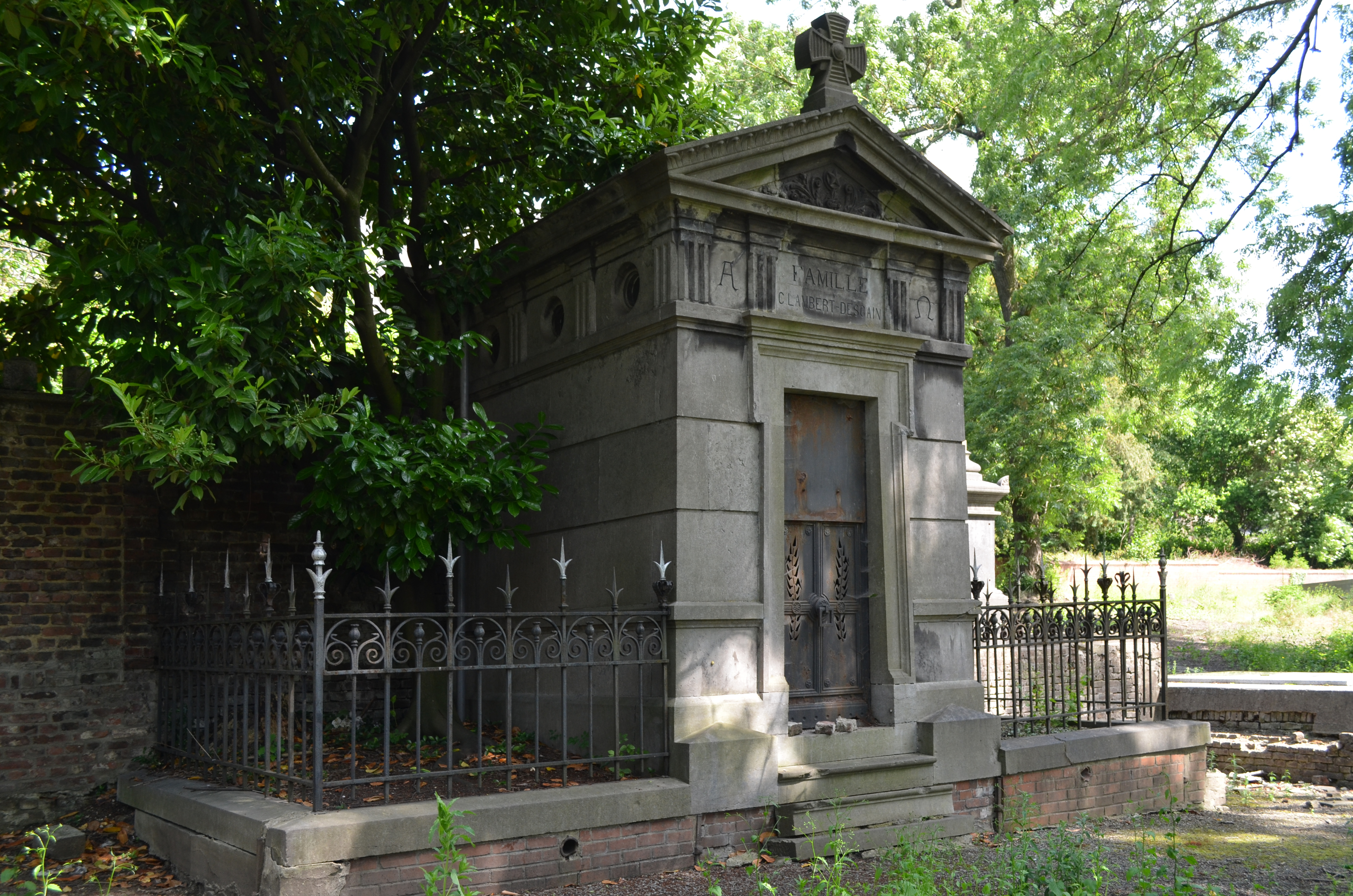
Chapelle funéraire avec les cavités aménagées dans les parois en sous-sol.
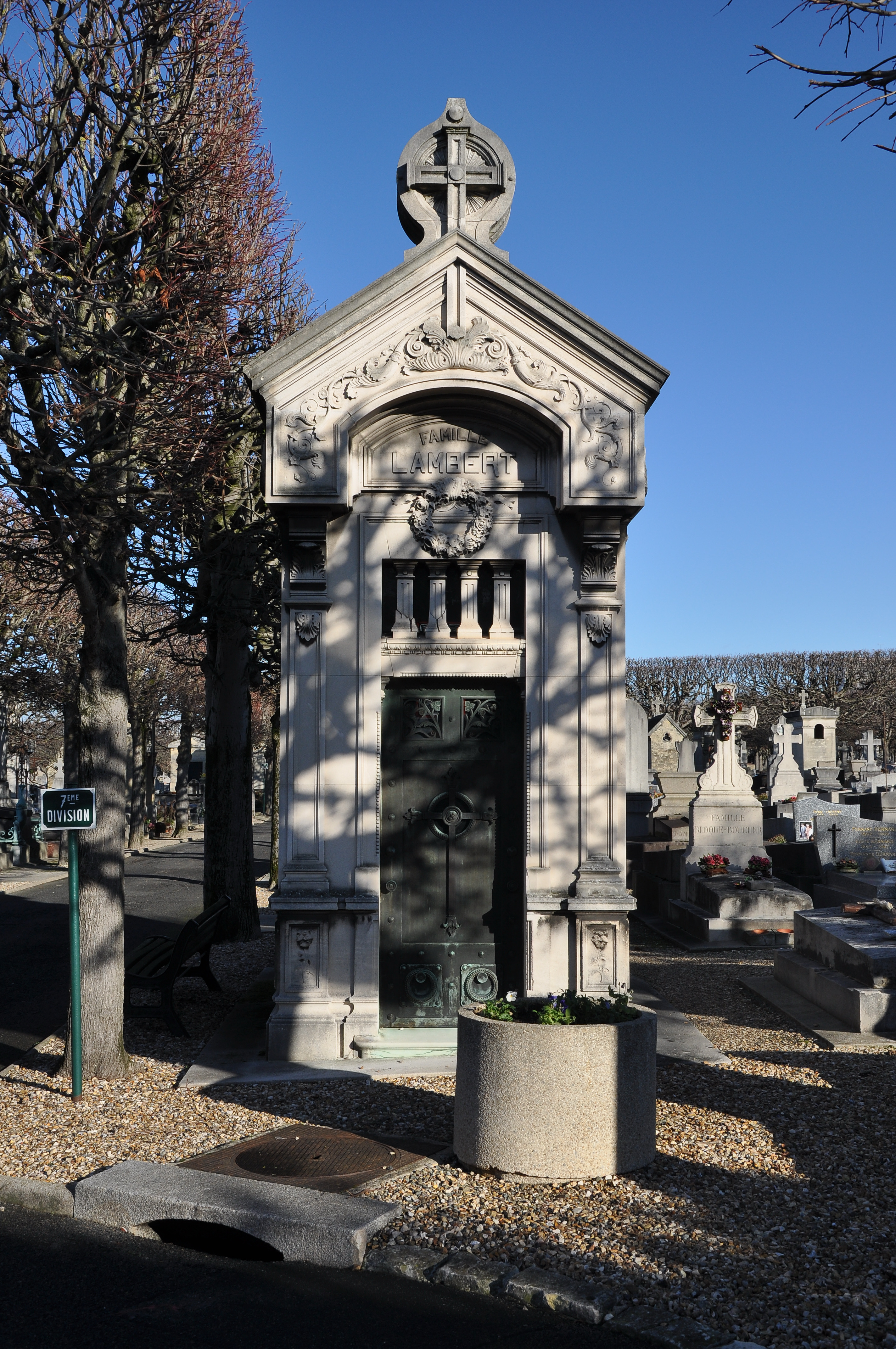
Une chapelle funéraire renferme des caveaux familiaux.
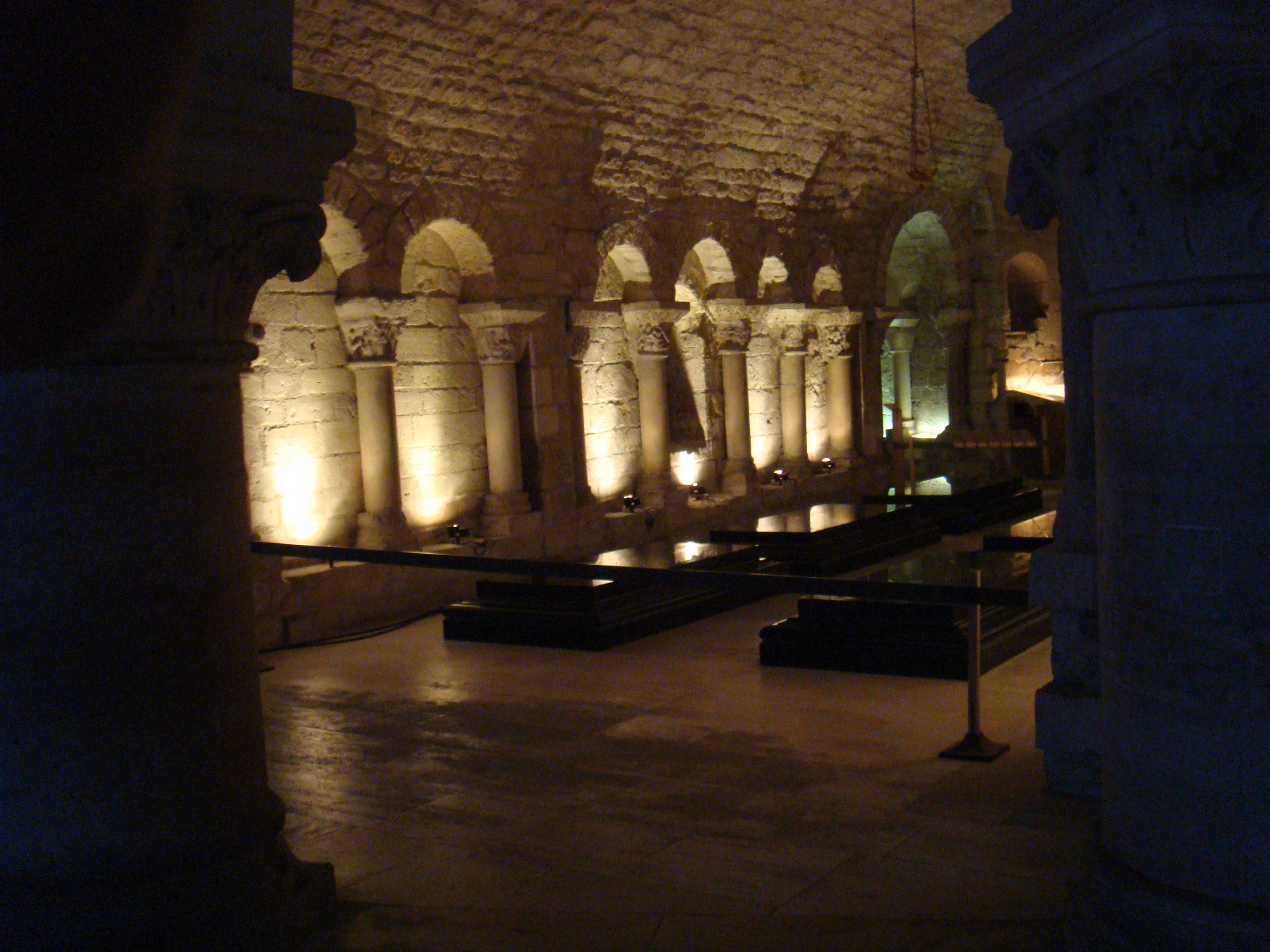
Caveau des Bourbons dans la basilique Saint-Denis.
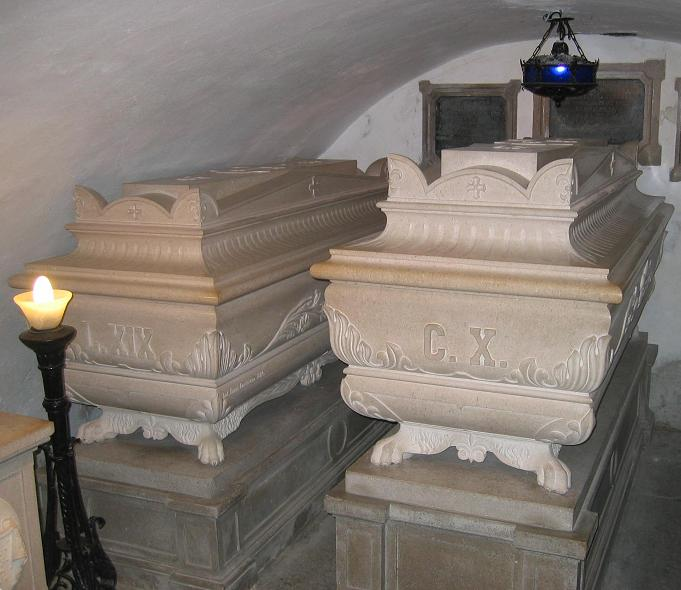
Caveau de Charles X et de Louis XIX au couvent de Kostanjevica (Nova Gorica).
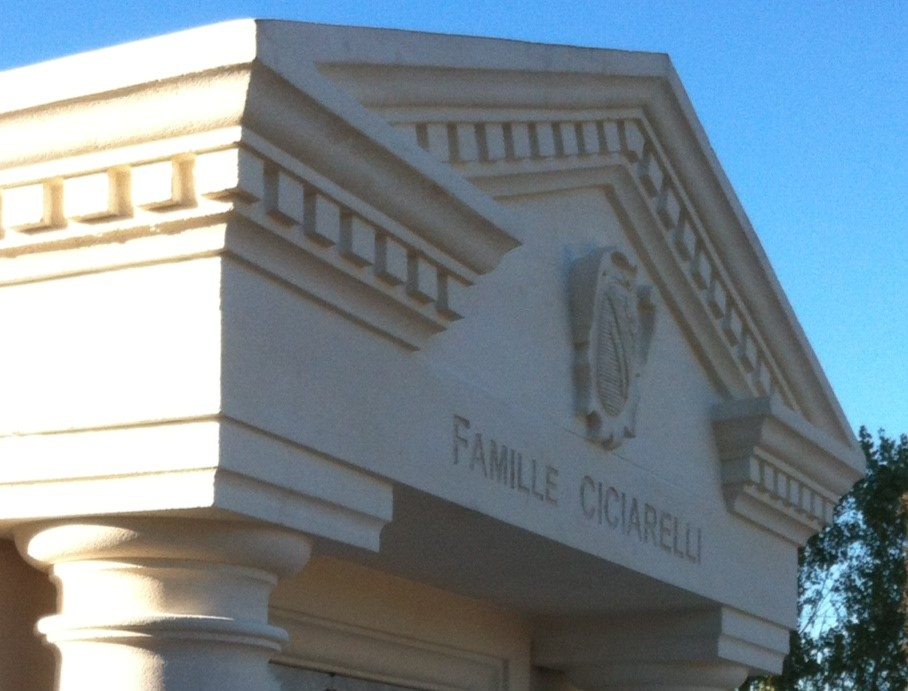
Chapelle funéraire en pierre de taille hors-feux.

### Caveau provisoire
En France, le caveau provisoire est un espace d'un cimetière conçu pour accueillir temporairement un cercueil avant qu’il soit inhumé définitivement ou avant son incinération, soit parce que la sépulture définitive n'est pas encore réalisée soit par exemple en raison d'un conflit familial sur le lieu d’enterrement. Il accueille également les corps extraits des sépultures en réparation ou victimes de dégradations importantes.  
Le cercueil d'un défunt peut être déposé pour une durée maximale de six mois dans un caveau provisoire, le cas échéant après accord du propriétaire du caveau, dans l'attente de l'inhumation définitive.